# Aartsbisdom Bangkok

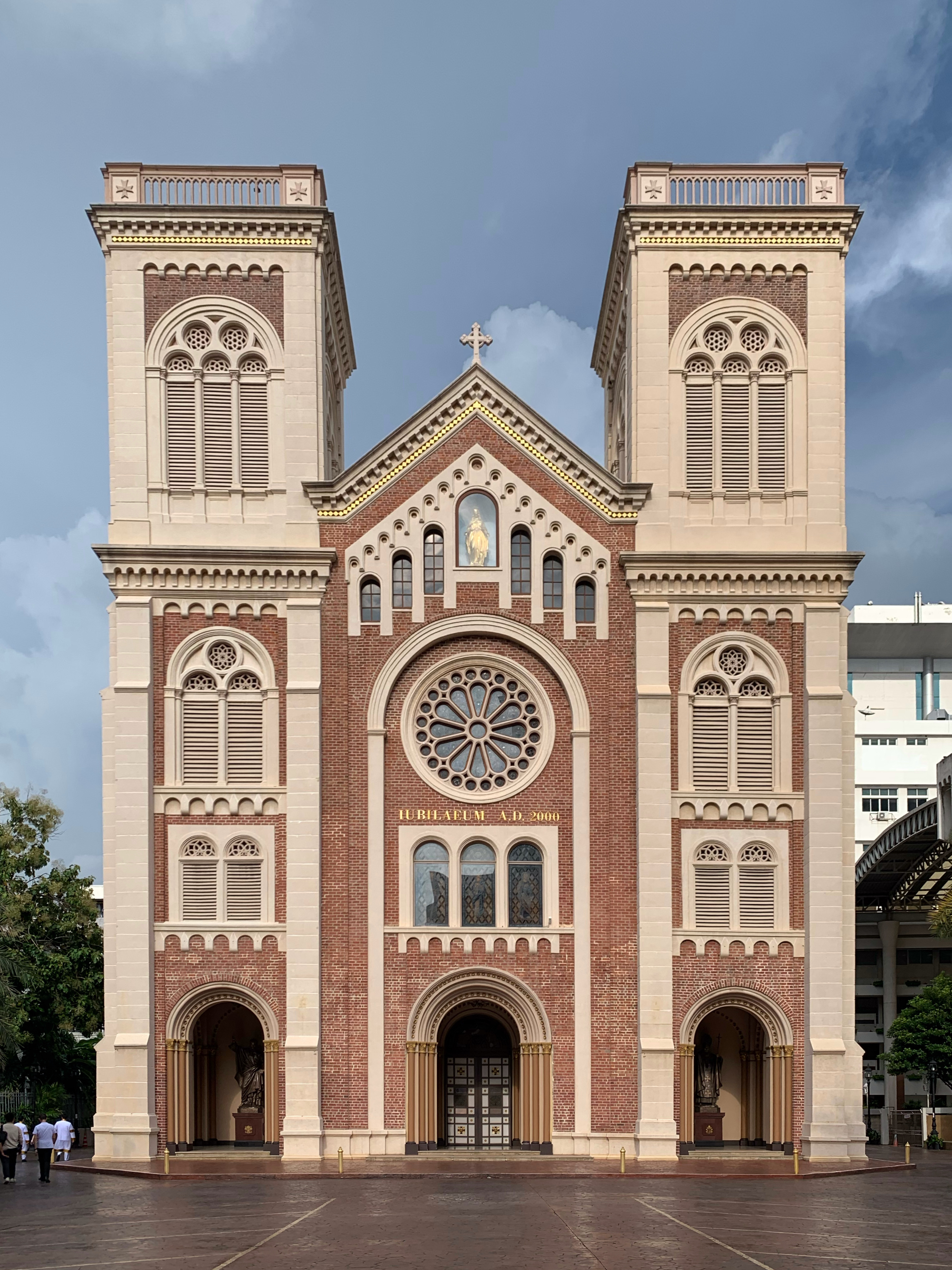
Kathedraal

Het aartsbisdom (rood) binnen Thailand

Het aartsbisdom Bangkok (Latijn: Archidioecesis Bangkokensis) is een rooms-katholiek aartsbisdom met als zetel Bangkok in Thailand.
In 2020 telde het aartsbisdom 57 parochies. Het aartsbisdom heeft een oppervlakte van 18.831 km² en telde in 2020 122.094 katholieken op een totale bevolking van 13.871.000, of 0,9% van de bevolking.

## Kerkprovincie
De kerkprovincie Bangkok bestaat verder uit zes suffragane bisdommen:
- Chanthaburi
- Chiang Mai
- Chiang Rai
- Nakhon Sawan
- Ratchaburi
- Surat Thani

## Geschiedenis
In 1662 werd het apostolisch vicariaat Siam opgericht en in 1841 werd het apostolisch vicariaat Oost-Siam opgericht. De missie was toevertrouwd aan de missionarissen van Parijs. In 1924 werd de naam veranderd in Bangkok en in 1965 werd het verheven tot aartsbisdom. Deze verheffing viel samen met de wijding van de eerste inlandse aartsbisschop.

## Aartsbisschoppen
- Joseph Khiamsun Nittayo (1965-1972)
- Michael Michai Kitbunchu (1972-2009)
- Kriengsak Kovithavanij (2009-2024)
- vacant (sinds 27 juni 2024)